# قائمة مجرات سميت بأسماء أشخاص
ثمة عدد صغير من المجرات أو مجموعات وعناقيد المجرات التي سميت بأسماء أشخاص. في معظم الحالات، يكون الشخص الذي سميت باسمه المجرة مكتشف لشيء ما، أو كان أو من لفت الانتباه له، أو يكون أول من درسه دراسة علمية.
أعطيت العديد من المجرات الأكثر إشراقاً والتي ترى من نصف الأرض الشمالي أرقاماً في فهرس مسييه سميت باسم شارل مسييه. على سبيل المثال، رقم مجرة المرأة المسلسلة هو مسييه 31 ، ورقم مجرة الدوامة هو مسييه 51. ثمة فهارس شاملة أخرى تنسب اسم المفهرس للمجرات. على سبيل المثال، مجرات ماركاريان التي سُمّيت نسبةً إلى بنيامين ماركاريان هي مجرات ذات انبعاثات زائدة من الأشعة فوق البنفسجية والأشعة الزرقاء؛ المجرات في أطلس المجرات الغريبة خصص لها أرقام أرب والتي سميت نسبةً لهالتون أرب الذي أنتج الفهرس. هذه الحالات مستثناة من القائمة التالية، باستثناء المجرات التي تحمل أسم شخصٍ آخر.

## مجرات مسمّاة
- بيدين I، مجرة كروية قزمة

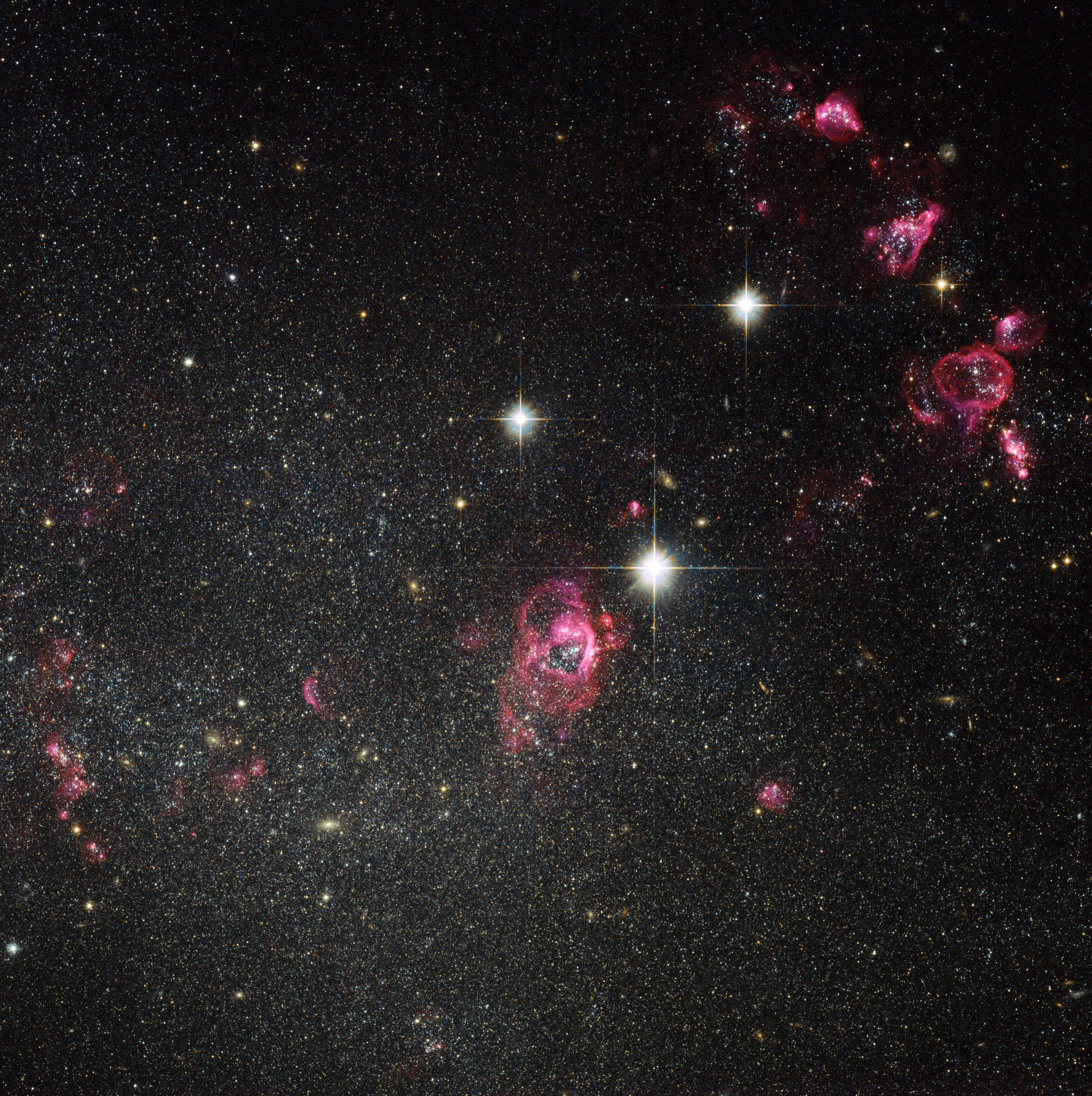
هولمبرغ II هي مجرة غير منتظمة تهيمن عليها فقاعات ضخمة من الغازات المتوهجة.

- مسييه 81، مجرة حلزونية تبعد حوالي 12 مليون سنة ضوئية في كوكبة أورسا ميجور.
- دوناتيللو I، هي مجرة كروية قزمة، تبعد حوالي 10.7 مليون سنة ضوئية، تقع بالقرب من NGC404
- مجرة هوغ، هي مجرة غريبة بشكل حلقة.
- هولمبرغ II، هي مجرة قزمة غير منتظمة، تبعد حوالي 9.8 مليون سنة ضوئية في مجموعة M81 .
- هولمبرغ IX مجرة قزمة غير منتظمة، وهي مجرة تابعة لمجموعة ميسيه 81.
- عدسة هاكرا مجرة عدسية الشكل.
- Komossa's object مجرة فيها ثقب أسود هائل يموّه نجماً.
- مافاي 1 مجرة إهليلجية تقع في كوكبة كاسيوبيا وهي أقرب مجرة إهليلجية عملاقة إلى درب التبانة.
- مجرة مافي 2 مجرة حلزونية تبعد حوالي 10 ملايين سنة ضوئية في كوكبة كاسيوبيا.
- مالين 1 إحدى أكبر المجرات الحلزونية المعروفة وهي مجرة ذات سطوع سطحي منخفض نموذجية.
- تصادم مايال
- وليام 1 مجرة قزمة ذات كتلة منخفضة.
- وولف-لوندمارك-ميلوت مجرة غير منتظمة على الأطراف الخارجية للمجموعة المحلية. تقع في كوكبة سيتوس.
- I زفيكي 18 مجرة قزمة غير منتظمة.